# خوسيه مانويل هرنانديز
خوسيه مانويل هرنانديز (بالإسبانية: José Manuel Hernández) هو سياسي فنزويلي، ولد في 1853 في كاراكاس في فنزويلا، وتوفي في 25 أغسطس 1921 في نيويورك في الولايات المتحدة. انتخب عضو مجلس نواب فنزويلا.